# Barre d'espace

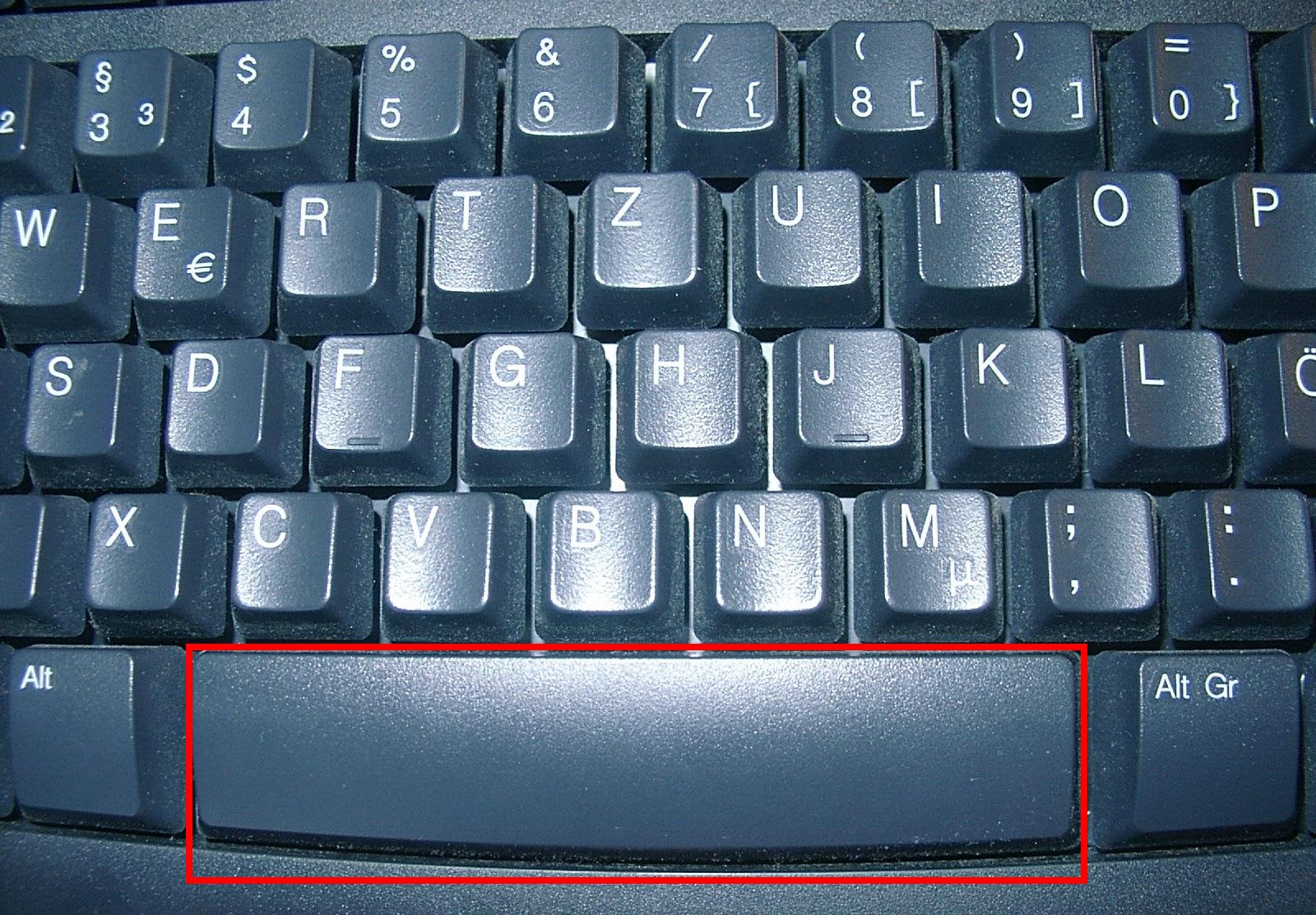
Détail d'un clavier, la barre d'espace est encadrée en rouge.

Pour les articles homonymes, voir Espace.
La barre d’espace ou barre d’espacement est une touche de clavier d'ordinateur et de machine à écrire dont la fonction principale est d'insérer une espace au cours de la frappe. Elle se présente généralement sous la forme d'une barre horizontale significativement plus large que les autres touches, située au centre de la rangée la plus basse.
Les utilisateurs la pressent généralement avec le pouce, elle est d'ailleurs assez large pour être accessible par l'un ou l'autre des deux pouces.
C'est la touche la plus large d'un clavier standard, même si cette largeur a été progressivement réduite par l'introduction de nouvelles touches de part et d'autre, telles que la touche Windows sur compatible PC, la touche de commande sur Macintosh, et la touche Fonction sur les ordinateurs portables.
En la combinant avec une ou plusieurs touches de combinaison, telles que la touche contrôle Ctrl, la touche alt ou encore la touche de majuscule, l'espace insérée devient insécable.

## Usages
Selon les systèmes d'exploitation, lorsqu'elle est associée à une touche de combinaison comme la touche contrôle Ctrl, la barre d'espace peut assurer des fonctions telles que l'effacement du caractère précédent, ou l'affichage d'un menu permettant le redimensionnement ou la fermeture de la fenêtre active.
Dans les environnements graphiques, elle permet souvent d'actionner les boutons et les cases à cocher.
Dans les navigateurs Web et certains logiciels d'affichage, elle permet parfois de faire défiler la page affichée vers le bas (ou vers le haut lorsque combinée avec touche de majuscule).
Dans les jeux vidéo, elle est fréquemment utilisée de par sa taille pour effectuer des actions très courantes, notamment pour faire faire un saut au personnage, pour ouvrir une porte ou actionner des objets.
Dans certains lecteurs multimédia, elle permet de faire une pause puis de reprendre la lecture.